# Раї (жанр)
Раї (англ. raï) — музичний стиль, який з'явився в алжирському місті Оран на початку 1930-х років, який являв собою з'єднання традицій арабської народної музики, пісень бедуїнів-пастухів (бербер) та деяких французьких, іспанських й африканських традицій.
Музикантів, які виконували пісні у стилі раї, іменують шебами (shabab, укр. молодий). З'явився в Орані, напрямок розповсюдився багатьма іншими алжирськими містами, в першу чергу серед бідного населення. Традиційно винонавцями раї були чоловіки, але із кінця XX століття серед них з'явились жінки. Тексти тих пісень нерідко зачепали різні соціальні питання, маючи антиколоніальний характер та інколи мав в собі критику правлячих режимів та порушення гострих соціальних проблем.
Із моменту свого виникнення, музика проходила жорстку цензуру спочатку французької колоніальної, пізніше алжирського влади. Зміна негативного сприйняття раї та поширення музичного стилю за рубіж Алжиру відбулося лише у 1990-і роки. Найбільш відомими виконавцями пісень у стилі раї є — Халед, Фаудель, Рашид Таха, Шеб Мамі.